# Maurice David
Pour les articles homonymes, voir David et Maurice David (homonymie).
Maurice David (7 mai 1891 à Tonneins-17 janvier 1974 à Boulogne-Billancourt) est un pédagogue, un conférencier, un critique littéraire et un ancien résistant français.

## Biographie
Né 7 mai 1891 à Tonneins (Lot-et-Garonne) et mort à Boulogne-Billancourt le 17 janvier 1974, enterré à Soumensac (Lot-et-Garonne). Agrégé des lettres, professeur de lycée de 1919 à 1929, à Constantine, Alger et Tunis. À Tunis, il anime activement la vie intellectuelle et artistique, organisant des conférences d'artistes et d'écrivains. Il fonde avec Charles Nicolle un cercle l'Ane d'Or, dirige la Société des écrivains d'Afrique du Nord et publie des critiques littéraires dans La Dépêche tunisienne. À partir de 1929, il est inspecteur d’Académie à Vesoul, Quimper et Carcassonne. Il est nommé vice-recteur de l’Académie d’Alger en 1936. En 1940, il refuse de révoquer les instituteurs juifs et communistes et est lui-même révoqué par le Gouverneur Général. Renvoyé en métropole, il redevient inspecteur d’Académie à Montpellier, il participe aux mouvements de Résistance et est nommé directeur des Services d’Enseignements de la Seine à la Libération. Administrateur clairvoyant, il saura, à ce poste, adapter l’Éducation Nationale à l’évolution démographique du baby boom. Pédagogue attentif à la formation de l’enfant dans tous les domaines académiques mais aussi artistiques et sportifs, il est cofondateur, en 1946, avec Henry Barraud de la Maîtrise de Radio France introducteur, en France, avec le Docteur Max Fourestier du mi-temps pédagogique et sportif inspiré des méthodes anglo-saxonnes, et inventeur de la première classe de neige. Illustration de cette pédagogie, son fils, André David, mènera une double carrière de médecin et de musicien. Auteur de nombreux manuels et ouvrages pédagogiques comme Nous et nos enfants. Conférencier, critique littéraire, Président de la Société des auteurs d’Afrique du Nord, il publie des essais  sur Joseph Conrad, Stendhal, Charles Péguy et un roman Monsieur Gaëtan Instituteur qui lui a été inspiré par son action dans la Résistance.

## Œuvres
- Joseph Conrad l'homme et l'œuvre, Paris, Éditions de la Nouvelle Revue Critique, 1929
- Stendhal sa vie son œuvre, Paris, Éditions de la Nouvelle Revue Critique, 1931
- Nous et nos enfants psychologie et méthode, Paris, Fernand Nathan, 1936

- Prix Montyon 1937 de l'Académie française
- Initiation à Charles Péguy, Paris, La Nouvelle Édition, 1945
- L’École du chant. Les lois de la spontanéité vocale de Jean Planel. Préface de H. Barraud, M. David, C. Delvincourt, N. Dufourcq, R. Loucheur, R. Nicoly, R. Planel, F. Raugel, 1948
- L'instituteur et l'enfant, Paris, Sudel, 1955
- Comment enseigner la géographie locale et régionale de Eugène Delteil, Paul Maréchal. Préface de Maurice David. Éditions Fernand Nathan, 1958
- Comment enseigner l'écriture, ou Art et psychologie de l'écriture de Raymond Trillat. Préface de Maurice David. Éditions Fernand Nathan, 1958
- Comment enseigner l'histoire locale et régionale de Paul Maréchal. Préface de Maurice David. Éditions Fernand Nathan, 1958
- Autour de la pédagogie, Paris, Fernand Nathan, 1960
- Monsieur Gaétan instituteur, roman, Paris, Éditions du Scorpion, 1960
- Comment enseigner la rédaction, Paris, Fernand Nathan, 1965
- Souvenirs 1891-1940, Lulu.com, 2021

## Décorations
- Commandeur de la Légion d'honneur
- Médaille de la Résistance française avec rosette
- Commandeur de l'ordre des Palmes académiques
- Médaille de vermeil de la Ville de Paris
- Commandeur de l'ordre du Nichan Iftikhar